# Івачів Долішній

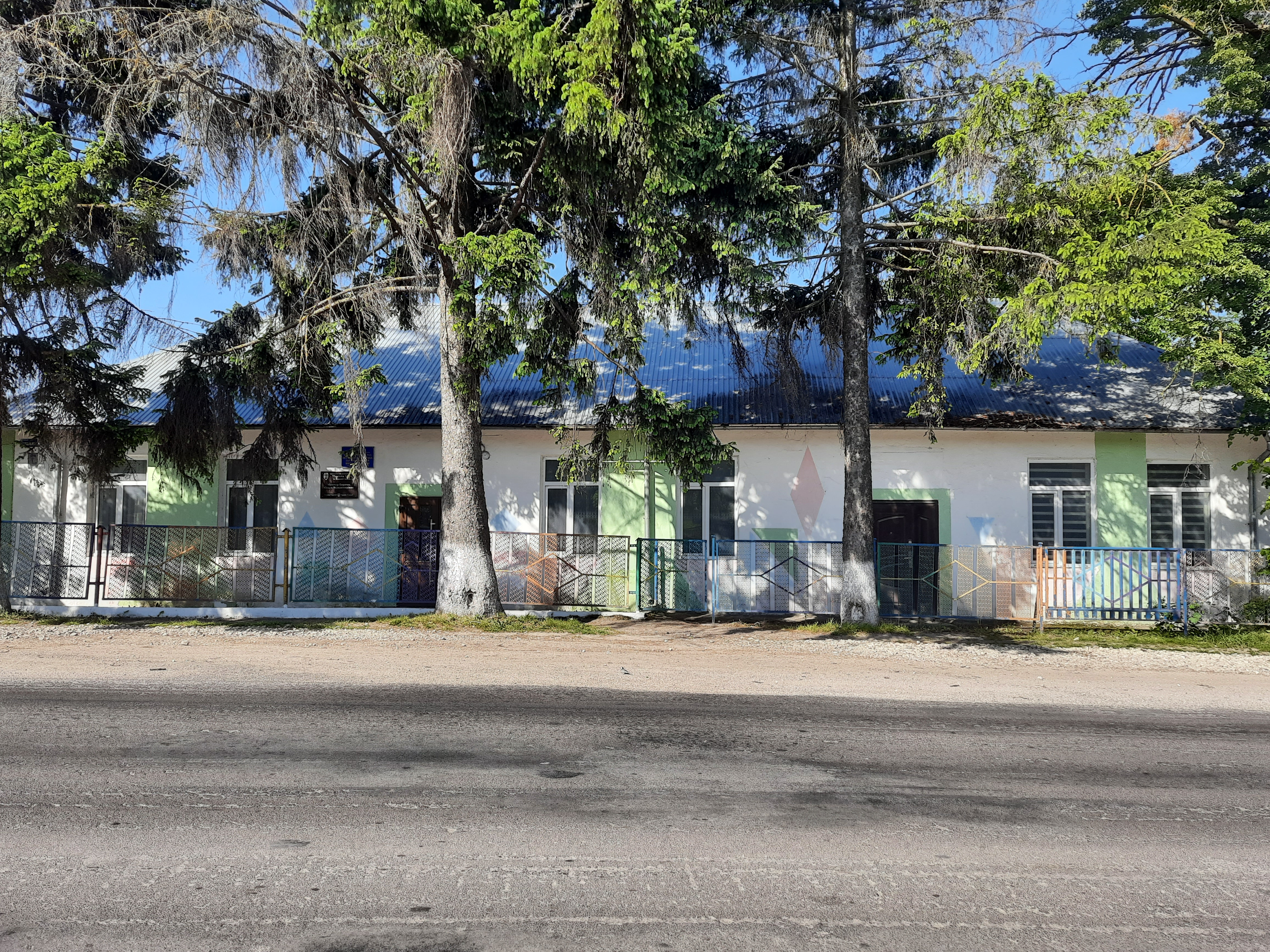
Школа

Івачі́в Долі́шній — село в Україні, у Білецькій сільській громаді Тернопільського району Тернопільської області.
Розташоване на півночі району на лівому березі річки Серет, за 10 км від обласного центру і 2 км від найближчої залізничної станції Великий Глибочок. У 1946—1991 роках — Нижній Іванів.
До 2018 — центр сільської ради. Від 2018 року ввійшло у склад Білецької сільської громади.

## Географія
Через село тече річка Ігра, ліва притока Серету.

## Історія
Поблизу села виявлено археологічні пам'ятки пізнього палеоліту, мезоліту та черняхівської культури.
Перша писемна згадка — 1463 як Івачів згідно з урядовим листом князів Семена, Солтана та Василя Збаразьких.
Від 1672 року — нинішня назва.
Поблизу поселення пролягав Кучманський шлях, тому воно зазнавало частих нападів татар.
Діяли «Просвіта», «Січ», «Рідна школа» й інші українські товариства, кооператива.
Під час Першої світової війни Івачів Долішній зазнав значних руйнувань.
1 серпня 1934 року внаслідок адміністративної реформи село включене до новоствореної у Тернопільському повіті об'єднаної сільської гміни Ігровиця.
12 червня 2020 року, відповідно до розпорядження Кабінету Міністрів України № 724-р «Про визначення адміністративних центрів та затвердження територій територіальних громад Тернопільської області» увійшло до складу Білецької сільської громади.
19 липня 2020 року, в результаті адміністративно-територіальної реформи та ліквідації Тернопільського району, село увійшло до складу новоутвореного Тернопільського району.

## Релігія
- церква Святого Апостола і Євангеліста Луки (1870; кам'яна).

## Пам'ятки
Споруджено пам'ятники:
- полеглим у німецько-радянській війні воїнам-односельцям (1966),
- членам ОУН і воякам УПА, які загинули 1939—1950.
- погруддя Тарасові Шевченку

Встановлено пам'ятні хрести:
- на честь 50-річчя скасування панщини
- 500-річчя запорізького козацтва (1994).

Насипано символічну могилу Борцям за волю України (1990).

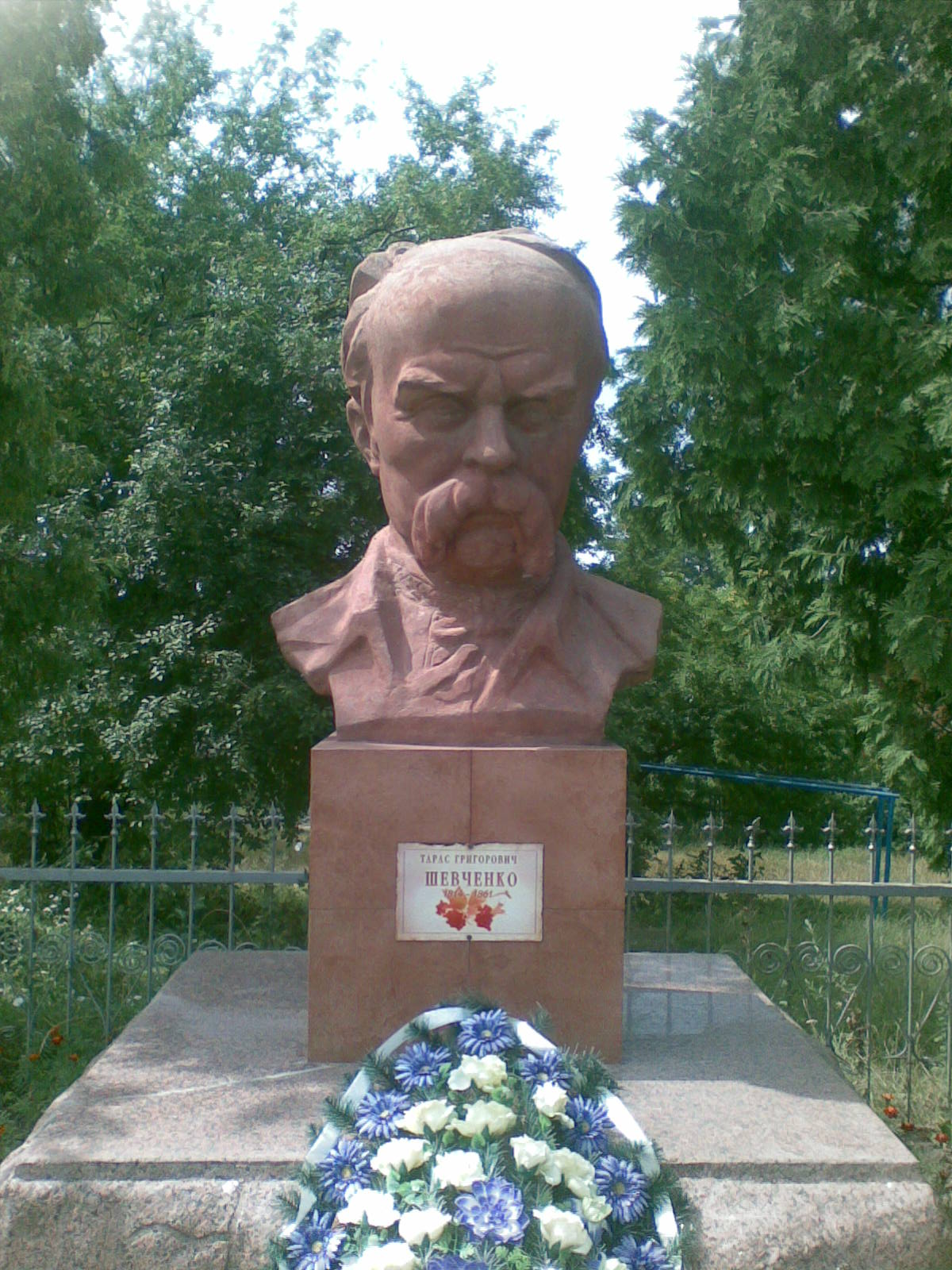
Пам'ятник Тарасові Шевченку
Пам'ятник односельцям, які загинули в лавах ОУН та УПА
Пам'ятник на честь 500-ліття запорізького козацтва
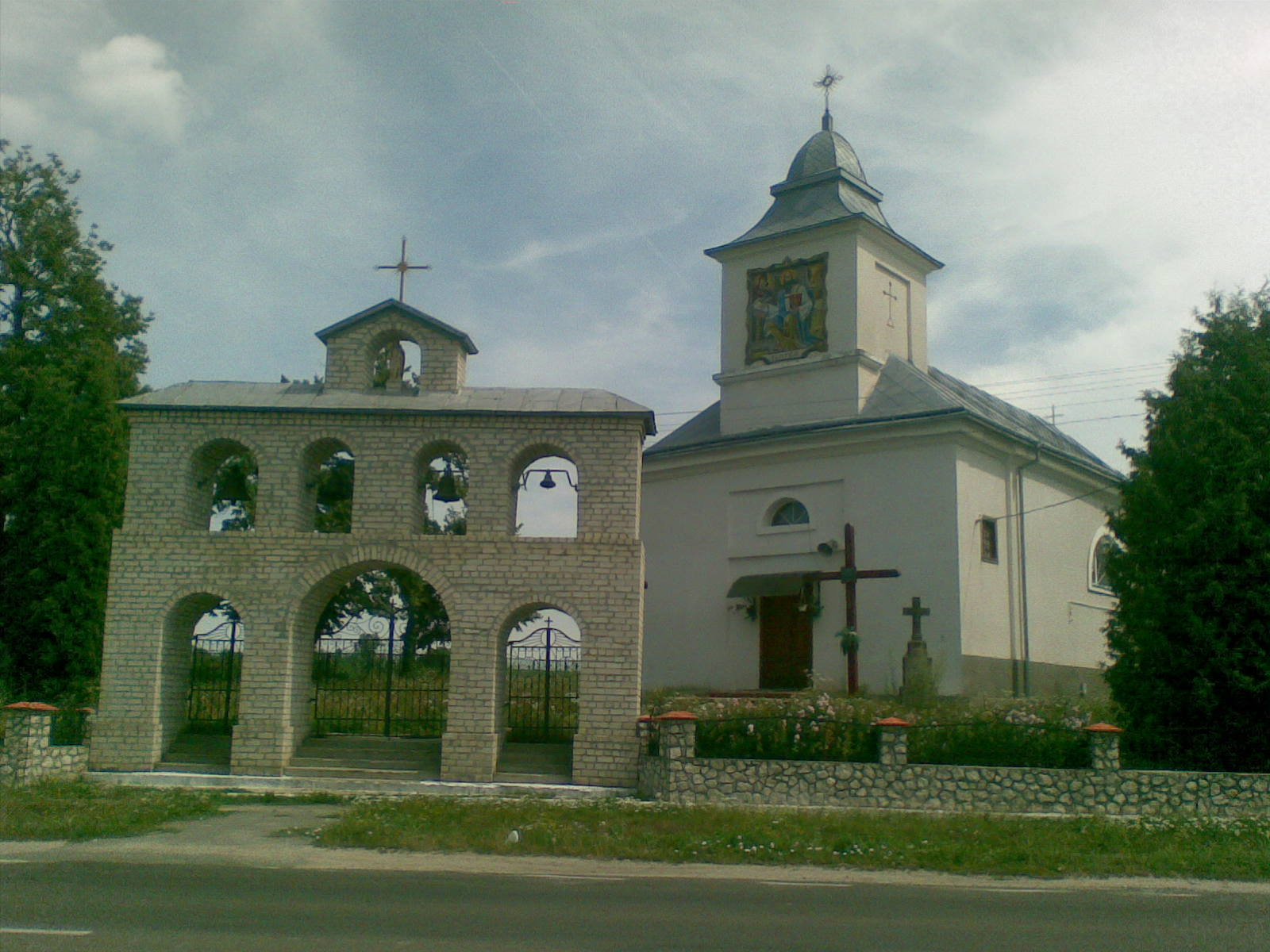
Церква святого Луки

## Природа
11 травня 2016 року за повідомленням Гідрометцентру України на полі між селами Плотича та Івачів Долішній пронісся смерч — рідкісне для Тернопілля природне явище — стовп буревію сягав заввишки кілька десятків метрів.

## Населення
| Чисельність населення, осіб | Чисельність населення, осіб | Чисельність населення, осіб | Чисельність населення, осіб | Чисельність населення, осіб | Чисельність населення, осіб | Чисельність населення, осіб | Чисельність населення, осіб | Чисельність населення, осіб | Чисельність населення, осіб | Чисельність населення, осіб | Чисельність населення, осіб | Чисельність населення, осіб | Чисельність населення, осіб | Чисельність населення, осіб |
| 1900                        | 1910                        | 1921                        | 1931                        | 1938                        | 1959                        | 1970                        | 1979                        | 1989                        | 2001                        | 2003                        | 2011                        | 2013                        | 2014                        | 2015                        |
| --------------------------- | --------------------------- | --------------------------- | --------------------------- | --------------------------- | --------------------------- | --------------------------- | --------------------------- | --------------------------- | --------------------------- | --------------------------- | --------------------------- | --------------------------- | --------------------------- | --------------------------- |
|                             |                             |                             |                             |                             |                             |                             |                             |                             | 505                         |                             |                             |                             |                             |                             |

За переписом населення України 2001 року в селі мешкало 505 осіб. 100 % населення вказало своєю рідною мовою українську мову.

## Відомі люди

### Народилися
- В. Воловодюк — український інженер-механік, меценат,
- І. Горбатюк — український громадський діяч;
- Я. Гудивок — український професор-медик,
- Т. Лехман — український громадсько-політичний діяч,
- П. Палашевський — український архітектор,
- Петро Тимочко — український письменник,
- Сергій Ковальчук - захисник України, солдат 79 окремої штурмової аеромобільної бригади.

### Перебували, працювали
- Іванна Блажкевич — українська дитяча письменниця,
- Дмитро Ладика — український правник,
- о. Роман Дурбак — душпастирював у селі,
- Осип-Лев Павлишин — учителював у селі.[9]

## Соціальна сфера
Діють загальноосвітня школа І ступеня, клуб, бібліотека.